# Coniopteryx zulu
Coniopteryx zulu är en insektsart som beskrevs av Bo Tjeder 1957. Coniopteryx zulu ingår i släktet Coniopteryx och familjen vaxsländor. Inga underarter finns listade i Catalogue of Life.